# Markttest (Controlling)
Als Markttest (englisch market testing) bezeichnet man im Bereich des New Public Managements bzw. des (public) Controlling insbesondere innerhalb der Leistungstiefendebatte im öffentlichen Sektor ein Verfahren, das innerbetriebliche Leistungen bzw. In-house-Leistungen eines Unternehmens oder einer öffentlichen Einrichtung mit entsprechenden Leistungen von Marktanbietern vergleicht.

## Begriffsgeschichte
Der Begriff Markttest entspringt ursprünglich der Marktforschung, vgl. dazu Markttest (Marketing).

## Geschichte
Das controllingorientierte Markttestverfahren wurde ursprünglich in Großbritannien unter der Thatcher-Regierung als market testing zur Optimierung öffentlicher Dienstleistungsbetriebe entwickelt. Seit Ende der 1990er Jahre wurde versucht, das Instrument des market testing auch auf die deutsche öffentliche Verwaltung zu übertragen. Eine direkte Übertragung der britischen Ansätze scheiterte jedoch am deutschen Vergaberecht. Die Kommunale Gemeinschaftsstelle für Verwaltungsmanagement (KGSt) legte im Jahr 2000 den Grundstein für ein deutsches Markttestverfahren, das dem deutschen Kontext Rechnung trägt.

## Zielsetzung des Markttests im Controlling
Ziel des Marktvergleichs ist es, eine ökonomisch fundierte Entscheidungsgrundlage für die Leistungstiefe eines Unternehmens oder einer öffentlichen Einrichtung zu erhalten. Damit ist der Markttest ein wichtiges Instrument zur ökonomischen Begründung von Outsourcing bzw. Insourcing. Der (Controlling-)Markttest bildet zusammen mit dem Target Costing und der Prozesskostenrechnung die Grundlage für die marktorientierte Steuerung von Sekundärkosten.

## Verfahrensweise
Im Markttestverfahren werden gezielte Vergleichsanreize für die organisationsinternen Auftraggeber gesetzt, indem ein hausinterner Dienstleister (In-house-Betrieb) nicht mehr kostendeckende Verrechnungspreise, sondern lediglich noch Marktpreise hausintern verrechnen darf (vgl. Innerbetriebliche Leistungsverrechnung). Weitere Vergleichsanreize entstehen, indem die innerbetriebliche Leistungsverrechnung beim Auftraggeber budgetwirksam und/oder der „innerbetriebliche Kontrahierungszwang“ gelockert wird.